# OpenNIC

Logo

OpenNIC ist ein privates Network Information Center. Es bietet eine Alternative zu den traditionellen, durch die ICANN (vom US-Handelsministerium kontrolliert) verwalteten Domain Name Systems und Top-Level-Domains an. Es wird durch keine nationalen Stellen kontrolliert und agiert nach eigener Aussage demokratisch.

## Top-Level-Domains
Das OpenNIC-Projekt bietet eine demokratisch geregelte Alternative zu den traditionellen Top-Level-Domains, die zentral von der ICANN vergeben werden.
Bei der Registrierung von neuen TLDs wird darauf geachtet, nicht in Konflikt mit den Vergaben (z. B. .com, .org) der ICANN zu kommen. So ist es für die Benutzer möglich, durch die vom Projekt alternativ bereitgestellten Nameserver auch gewöhnliche TLDs der ICANN aufzulösen.
| TLD     | Bedeutung              | Verwendung |
| ------- | ---------------------- | --- |
| .bbs    | Bulletin Board System  | |
| .chan   | Imageboards (channels) | Eine Domain für die Imageboard-Kultur                                                                                                  |
| .dyn    | Dynamic DNS Anbieter   | |
| .fur    | Furry                  | Peering mit der FurNIC vom Fellig e. V.                                                                                                |
| .free   | Free (Frei)            | Diese TLD wurde von .libre ersetzt. |
| .geek   | Geek                   | Geek-orientierte Seiten natürlicher Personen (z. B. Hobby-Projekte, Spezialinteressen etc.).                                           |
| .glue   | Internal Architectural | Seiten der OpenNIC-Projektarchitektur (z. B. Root-Server-Administration, Dokumentation).                                               |
| .gopher | Gopher                 | Seiten, die das Gopher-Protokoll verwenden.                                                                                            |
| .indy   | Independent            | Unabhängige Informationen, Medien und Kunst.                                                                                           |
| .libre  | Ersatz für .free       | Strikt nichtkommerzielles Internet, Unterstützung verifizierter Adressen und sicherer Protokolle                                       |
| .neo    | Emo-Subkultur          | |
| .null   | Null                   | Individuelle, nicht-kommerzielle Seiten natürlicher Personen.                                                                          |
| .o      | Generelle Audienz      | |
| .oss    | Open Source Software   | Seiten, auf denen Open-Source-Software publiziert oder beschrieben wird.                                                               |
| .oz     | australische Seiten    | Benötigt im Gegensatz zu der offiziellen TLD .au keine Angabe des Wohnortes (später wurde diese Regelung für .au ebenfalls aufgehoben) |
| .parody | Parodie                | |
| .pirate |                        | Erstellt als Reaktion gegen Internetzensur. Seit 2004 wieder registrierbar.                                                            |

Außerdem gibt es noch ein Peering mit sowohl New Nations, die .uu, .ti, .te und .ku zur Verfügung stellen, als auch mit dem Emercoin-System,

## Domain Name Resolution
Unter Domain Name Resolution versteht man die Auflösung einer Domain (example.com) in eine IP-Adresse (208.77.188.166).
Dies geschieht mittels sogenannter, hierarchisch aufgebauter, Domain-Nameserver (Zonen) an deren Spitze in der Regel die Root-Nameserver von der ICANN und dessen Partnern stehen.
Wird eine Webseite aufgerufen, werden grundsätzlich die folgenden Aktionen ausgeführt:
- Der Webbrowser schlägt die Domain bei einem DNS-Server nach, der in der Regel vom Internetdienstanbieter vorgegeben ist und die zugehörige IP-Adresse liefert. Unter dieser ist der Webserver erreichbar.
- Der Browser stellt eine Verbindung mit dem Webserver her und fordert die Information an, die der Benutzer aufrufen will.
- Der Webserver verarbeitet die Anfrage und liefert die angeforderte Information.

Da aber Domains von OpenNIC weder von den Nameservern der ISP noch von Root-Nameservern der ICANN aufgelöst werden, ist vom Benutzer ein geringfügiger Eingriff in sein System durchzuführen.
Damit die OpenNIC-Domains in IP-Adressen aufgelöst werden können, muss in der TCP/IP-Netzwerkkonfiguration des PCs mindestens einer der DNS-Server von OpenNIC eingetragen werden. Alternativ ist es auch möglich, dass Rechner, die Internetzugänge und Namensauflösung z. B. über DHCP bereitstellen, wie zum Beispiel Firmen-Router oder Server der Internet-Provider, so konfiguriert werden, dass die Namensauflösung die Nameserver von OpenNIC einbezieht.

### DNS-Server
OpenNIC stellt freie, rekursive Nameserver weltweit zur Verfügung.
Einige Beispiele:
Deutschlandns33.de.dns.opennic.glue
- 138.201.81.119 (IPv4)
- 2a01:4f8:172:1d2a::2 (IPv6)

Frankreichns2.fr.dns.opennic.glue
- 51.77.149.139 (IPv4)
- 2001:41d0:404:200:0:0:0:976 (IPv6)

Kanadans1.ca.es.dns.opennic.glue
- 137.220.55.93 (IPv4)
- 2001:19f0:b001:379:5400:3ff:fe68:1cc6 (IPv6)

Australienns2.au.dns.opennic.glue
- 103.1.206.179 (IPv4)
- 2400:c400:1002:11:fed:bee0:4433:6fb0 (IPv6)

Niederlandens1.nl.dns.opennic.glue
- 80.78.132.79 (IPv4)
- 2a0d:2146:2404::1069 (IPv6)

Weltweit (Anycast)ns4.any.dns.opennic.glue
- 134.195.4.2 (IPv4)
- 2604:ffc0:: (IPv6)